# Sæbøvik
Sæbøvik is een plaats in de Noorse gemeente Kvinnherad, provincie Vestland. Sæbøvik telt 853 inwoners (2007) en heeft een oppervlakte van 1,25 km².
Dimmelsvik · Herøysund · Husnes · Rosendal · Sæbøvik · Seimsfoss · Sunde/Valen · Uskedal